# Єнчепінг
Єнчепінг (швед. Jönköping, [ˈjœnɕøːpiŋ]) — місто в провінції Смоланд, на південному березі озера Веттерн.

## Історія
Магнус I Ладулос засновує Єнчепінг наприкінці XIII століття.
Через своє розташування на перехресті доріг уздовж річок Ніссан і Лаган, а також дороги між областями Естерйотланд і Вестерйотланд місто з давніх часів є торговим центром. XIX століття: хліботоргівля, сірникова й паперова мануфактура, гавань і судноплавство на озері Веттерн, поблизу Єнчепінгу знаходиться місто Гускварна, де розташована значна зброярська і швейно-машинна фабрика Швеції.
10 грудня 1809 року в Єнчепінгу було укладено мир між Данією і Швецією.

## Відомі люди
- Агнета Фельтскуг (ABBA)
- Ніна Перссон (The Cardigans)
- Даґ Гаммаршельд — Генеральний секретар ООН (1953—1961)
- Бернхард Карлгрен — китаєзнавець
- Йон Бауер — відомий шведський художник-ілюстратор
- Аніта Гансбо — шведський математик, директор, ректор і президент Єнчепінгського університету (2007—2016).